# A merénylet (film, 2018)
A merénylet Pajer Róbert 2018-ban készült televíziós történelmi filmdrámája, amely a tragikus sorsú osztrák császárné és magyar királyné, Erzsébet elleni végzetes merénylet témáját dolgozza fel, Kováts Adéllal és Csőre Gáborral a főszerepben.

## Cselekménye
1898. szeptember 10-én fél kettőkor a genfi Beau Rivage Szállóból két feketeruhás hölgy lépett ki. Hirtelen egy fiatalember nagy lendülettel neki szaladt az egyiknek, aki az ütközés következtében el is esett. A járókelők felsegítették a hölgyet, aki több nyelven is köszönetet mondott. Az incidens után sietősen tovább mentek a száz lépésre lévő hajóállomásra és felszálltak a hajóra, ahol a hölgy elájult. Társa bevitte a kabinba, levetette a fűzőjét és akkor látta, hogy bal melléből vér szivárog – szúrás érte. A hajó visszafordult, s a kikötés után a hölgyet hordágyon visszavitték a szállodába, ahol elhunyt.
Az áldozat nem más volt, mint az inkognitóban Genfben pihenő Erzsébet magyar királyné, kísérője pedig társalkodónője, gróf Sztáray Irma. A merénylő – mint később kiderült – Luigi Lucheni olasz anarchista, aki előre megfontolt szándékkal, egy élesre köszörült reszelővel szúrta szíven Erzsébetet.
A film bemutatja a két főhős útját a gyilkosságig; az előkelő származású, luxus körülmények között élő, romantikus lelkű uralkodóné és az árvaként felnövő, nélkülöző, gyilkos indulatú, zavaros ideológiájú férfi tragikus találkozását. Megeleveníti a századforduló látszólag békés, ám belülről forrongó, társadalmi feszültségekkel terhes fojtott hangulatát, melyben a veszélyes anarchista gondolatok lábra kaphattak. Megkísérel választ keresni arra, miért kellett a királynénak meghalnia, ki volt valójában a gyilkos, s elkerülhető lett volna-e a tragédia. A társalkodónő visszaemlékezésein alapuló, korhű díszletekkel és jelmezekkel forgatott tévéfilm dramatikus jelenetekkel, korabeli felvételek montázsával és narrációval mutatja be a merénylet közvetlen előzményeit, körülményeit és lefolyását, valamint azokat az érzelmeket, amelyeket a gyilkosság világszerte kiváltott.

## Szereplők
- Kováts Adél – Erzsébet
- Timkó Eszter – Sztáray grófnő
- Csőre Gábor – Luigi Lucheni
- Cserna Antal – Charles Léchet vizsgálóbíró
- Csutorás Bánk – Posio
- Győri Péter – írnok
- Fillár István – Gualducci
- Lux Ádám – főudvarmester
- Fazekas István – utcaseprő
- Dózsa Zoltán – kapucinus
- Varju Kálmán – Martinelli
- Schnell Ádám – Navazza
- Porogi András – járókelő úr
- Baronits Gábor – Barbotti
- Szalma Tamás – Berzeviczy
- Sághy Tamás – Dr. Golay
- Bordán Irén – Mikes grófnő
- Durkó Zoltán – börtönőr
- Földesi Ágnes – járókelő hölgy
- Mezei Léda – Feifalik
- Előd Álmos – Panizza
- Hábermann Lívia – Dardellné
- Rubold Ödön – bíró
- Szakács Tibor – Védő
- Janik László – árús
- Jakab Csaba – orvos
- Urmai Gábor – börtönőr II
- Karácsonyi Zoltán – piperkőc

## A filmről
A tévéfilm a Magyar Média Mecenatúra 120 000 000 forintos támogatásával készült. Bemutatójára a merénylet 120. évfordulóján, 2018. szeptember 10-én, főműsoridőben került sor a Duna Televízióban.
A film jeleneteit Budapesten, Fóton, Etyeken, Gödöllőn és Ráckeresztúron vették fel.

## Díjak, elismerések
- 2019 – Kovács László és Zsigmond Vilmos Magyar Operatőr Díj (Csukás Sándor)